# ワン・カンポ
ワン・カンポ（黃金寶、英語 Wong Kampo、1973年3月13日 - ）は香港生まれの自転車競技選手。2007年世界自転車選手権スクラッチ優勝。1998年バンコクアジア大会、2006年ドーハアジア大会、2010年広州アジア大会のロードレース優勝。
ロードレースとトラックレースの兼用選手である。本来、ウォン・カムポウと読むべきであるが、日本ではワン・カンポの名で知られている。身長172cm、体重62kg。1998年バンコクアジア大会のロードレース優勝、1995年から2004年までにツール・ド・おきなわで4勝を挙げるなど、アジアではトップクラスの実力を持つ。日本の主要レースの他、中国、台湾、韓国などアジア各国の主要レースに出場している。

過去にスミタラバネロパールイズミに所属していたが、2008年現在は香港プロサイクリングチームに所属。

## 主な成績
1994年
- 広島アジア大会個人ロードレース 第4位

1995年
- ツール・ド・おきなわ優勝

1998年
- バンコクアジア大会個人ロードレース 優勝
- ツール・ド・おきなわ優勝

1999年
- ツアー・オブ・サウス・チャイナ・シー 総合優勝
- アジア自転車競技選手権大会 個人追抜 2位

2000年
- ツール・ド・おきなわ優勝

2001年
- アジア自転車競技選手権大会 個人ロードレース 優勝
- ツアー・オブ・サウス・チャイナ・シー 総合優勝

2002年
- 釜山アジア大会
  - 個人ロードレース 3位
  - マディソン 3位
- アジア自転車競技選手権大会 個人ロードレース 3位

2004年
- ツール・ド・北海道
  - 個人総合優勝(18時間38分29秒)
  - 山岳賞
- ツール・ド・おきなわ優勝
- アジア自転車競技選手権大会 
  - ポイントレース 2位
  - スクラッチ 3位
- アテネオリンピック24位

2005年
- 中国全国運動大会個人ロードレース 3位

2006年
- ドーハアジア大会個人ロードレース 優勝
- ツアー・オブ・ジャパン大阪ステージ(第1)優勝

2007年
- 世界自転車選手権 スクラッチ優勝。

2008年
- UCIトラックワールドカップ2007-2008
  - ロサンゼルス - スクラッチ 優勝

2009年
- UCIトラックワールドカップ2008-2009
  - コペンハーゲン - スクラッチ 優勝
- ツアー・オブ・ジャパン奈良ステージ(第2)優勝

2010年
- 中国・広州 第16回アジア競技大会 男子ロードレース優勝

2012年
- アジア自転車競技選手権大会 個人ロード 優勝
- ツアー・オブ・ジャパン伊豆ステージ(第5)優勝